# Герб Бережниці (Сарненський район)
Герб Бережниці — офіційний символ села Бережниця, Сарненського району Рівненської області, затверджений 29 червня 2001 р. рішенням сесії сільської ради. Герб є напівпромовистим.
Автори — А. Гречило та Ю. Терлецький.

## Опис герба
У синьому полі золотий ключ у перев'яз зліва вушком донизу, обабіч нього — по срібному лапчастому хресту.

## Значення символів
Ключ між двома хрестами свідчить про роль містечка як історичного укріпленого поселення біля колишнього кордону Волинського та Берестейського воєводств. 
Щит увінчано червоною міською короною, що вказує на село, яке давніше було містечком.